# Яцун, Марина Юрьевна
Мари́на Ю́рьевна Яцу́н (21 апреля 1982, Москва) — российская гребчиха-байдарочница, выступала за сборную России в первой половине 2000-х годов. Бронзовая призёрша чемпионата Европы, многократная победительница национальных и молодёжных регат. На соревнованиях представляла город Москву и спортивное общество «Динамо», мастер спорта международного класса. Также известна как спортивный функционер.

## Биография
Марина Яцун родилась 21 апреля 1982 года в Москве. Активно заниматься греблей на байдарке начала в раннем детстве, проходила подготовку в специализированной детско-юношеской школе олимпийского резерва МГФСО Москомспорта и в московском среднем специальном училище олимпийского резерва № 2, состояла во всероссийском физкультурно-спортивном обществе «Динамо». Первого серьёзного успеха добилась в 2001 году, выиграв две золотые медали на первенстве России — на двухсотметровой дистанции в двойках и четвёрках. Год спустя защитила чемпионское звание в четвёрках.
На взрослом международном уровне Яцун впервые заявила о себе в сезоне 2002 года, когда попала в основной состав российской национальной сборной и благодаря череде удачных выступлений удостоилась права защищать честь страны на чемпионате Европы в венгерском Сегеде. С четырёхместным экипажем, куда также вошли гребчихи Наталья Гулий, Галина Порываева и Ольга Тищенко, завоевала бронзовую медаль в гонке на 200 метров, уступив лидерство лишь командам Испании и Венгрии.
В 2003 году добавила в послужной список ещё две золотые медали национального первенства, став лучшей среди байдарок-одиночек на двухсотметровой дистанции и среди четвёрок на тысяче метров. На чемпионате России 2006 года, прошедшем на гребном канале в «Крылатском», взяла в различных дисциплинах две бронзы и два серебра.
За выдающиеся спортивные достижения удостоена почётного звания «Мастер спорта России международного класса». В настоящее время Марина Яцун занимает должность начальника отделения гребных видов спорта в МССУОР № 2. Участвует в соревнованиях по гребле в качестве судьи, является судьёй первой категории.